# Aloe bowiea
Aloe bowiea é uma espécie de liliopsida do gênero Aloe, pertencente à família Asphodelaceae.